# Eriosema longiunguiculatum
Eriosema longiunguiculatum är en ärtväxtart som beskrevs av Lucien Leon Hauman. Eriosema longiunguiculatum ingår i släktet Eriosema och familjen ärtväxter. Inga underarter finns listade i Catalogue of Life.